# Marsdenia oreophila
Marsdenia oreophila là một loài thực vật có hoa trong họ La bố ma. Loài này được W.W. Sm. mô tả khoa học đầu tiên năm 1914.